# Мена, Омар
Омар Мена Абреу (исп. Omar Mena Abreu; род. 13 августа 1966, La Lisa) — кубинский легкоатлет, специалист по бегу на короткие дистанции. Выступал за сборную Кубы по лёгкой атлетике в 1990-х годах, обладатель серебряной медали Игр доброй воли, чемпион Панамериканских игр, двукратный чемпион Центральноамериканских и Карибских игр, победитель иберо-американского чемпионата, участник летних Олимпийских игр в Атланте.

## Биография
Омар Мена родился 13 августа 1966 года в муниципалитете Ла-Лиса, Гавана, Куба.
Первого серьёзного успеха в лёгкой атлетике на международном уровне добился в сезоне 1993 года, когда в составе кубинской сборной выступил на чемпионате Центральной Америки и Карибского бассейна в Кали, где вместе с соотечественниками стал серебряным призёром в зачёте эстафеты 4×400 метров. Позднее на Центральноамериканских и Карибских играх в Понсе выиграл бронзовую медаль в индивидуальном беге на 400 метров и одержал победу в эстафете 4×400 метров.
В 1994 году на Играх доброй воли в Санкт-Петербурге завоевал серебряную награду в эстафете 4×400 метров, уступив только команде США.
В 1995 году на Панамериканских играх в Мар-дель-Плате получил серебро на дистанции 400 метров, победил в эстафете 4×400 метров. В тех же дисциплинах стартовал на чемпионате мира в Гётеборге: в программе 400 метров не смог преодолеть предварительный квалификационный этап, тогда как в эстафете занял в финале шестое место.
В 1996 году в беге на 400 метров стал серебряным призёром на чемпионате Кубы в Гаване, установив при этом свой личный рекорд — 45,63. В эстафете 4×400 метров победил на иберо-американском чемпионате в Медельине. Благодаря череде успешных выступлений удостоился права защищать честь страны на летних Олимпийских играх в Атланте — на предварительном квалификационном этапе эстафеты 4×400 метров кубинские спринтеры показали время 3:05.75, чего оказалось недостаточно для выхода в полуфинальную стадию соревнований.
В 1997 году взял бронзу на чемпионате Кубы в Гаване. На чемпионате Центральной Америки и Карибского бассейна в Сан-Хуане финишировал пятым на дистанции 400 метров, в то время как в эстафете 4×400 метров выиграл серебряную медаль.
В 1998 году отметился победой в эстафете 4×400 метров на Центральноамериканских и Карибских играх в Маракайбо.
На чемпионате Кубы 1999 года в Гаване в дисциплинах 200 и 400 метров был седьмым и пятым соответственно. На Панамериканских играх в Виннипеге показал четвёртый результат в эстафете 4×400 метров. По окончании сезона завершил спортивную карьеру.